# Chaumont (Orne)
Chaumont ist eine französische Gemeinde mit 167 Einwohnern (Stand: 1. Januar 2022) im Département Orne in der Region Normandie. Sie gehört zum Arrondissement Mortagne-au-Perche und zum Kanton Vimoutiers.

## Lage
Die Gemeinde Chaumont liegt im Westen der Landschaft Pays d’Ouche, 30 Kilometer ostnordöstlich von Argentan. Nachbargemeinden von Chaumont sind Sap-en-Auge im Norden, La Ferté-en-Ouche im Nordosten, Le Sap-André im Südosten, Saint-Evroult-de-Montfort im Südwesten, Mardilly im Westen sowie Neuville-sur-Touques im Nordwesten. Im Osten des Gemeindegebietes von Chaumont verläuft die Autoroute A28 von Rouen nach Tours.

## Bevölkerungsentwicklung
| Jahr                       | 1962 | 1968 | 1975 | 1982 | 1990 | 1999 | 2006 | 2012 | 2021 |
| -------------------------- | ---- | ---- | ---- | ---- | ---- | ---- | ---- | ---- | ---- |
| Einwohner                  | 223  | 190  | 152  | 134  | 120  | 146  | 159  | 181  | 170  |
| Quellen: Cassini und INSEE |      |      |      |      |      |      |      |      |      |

## Sehenswürdigkeiten

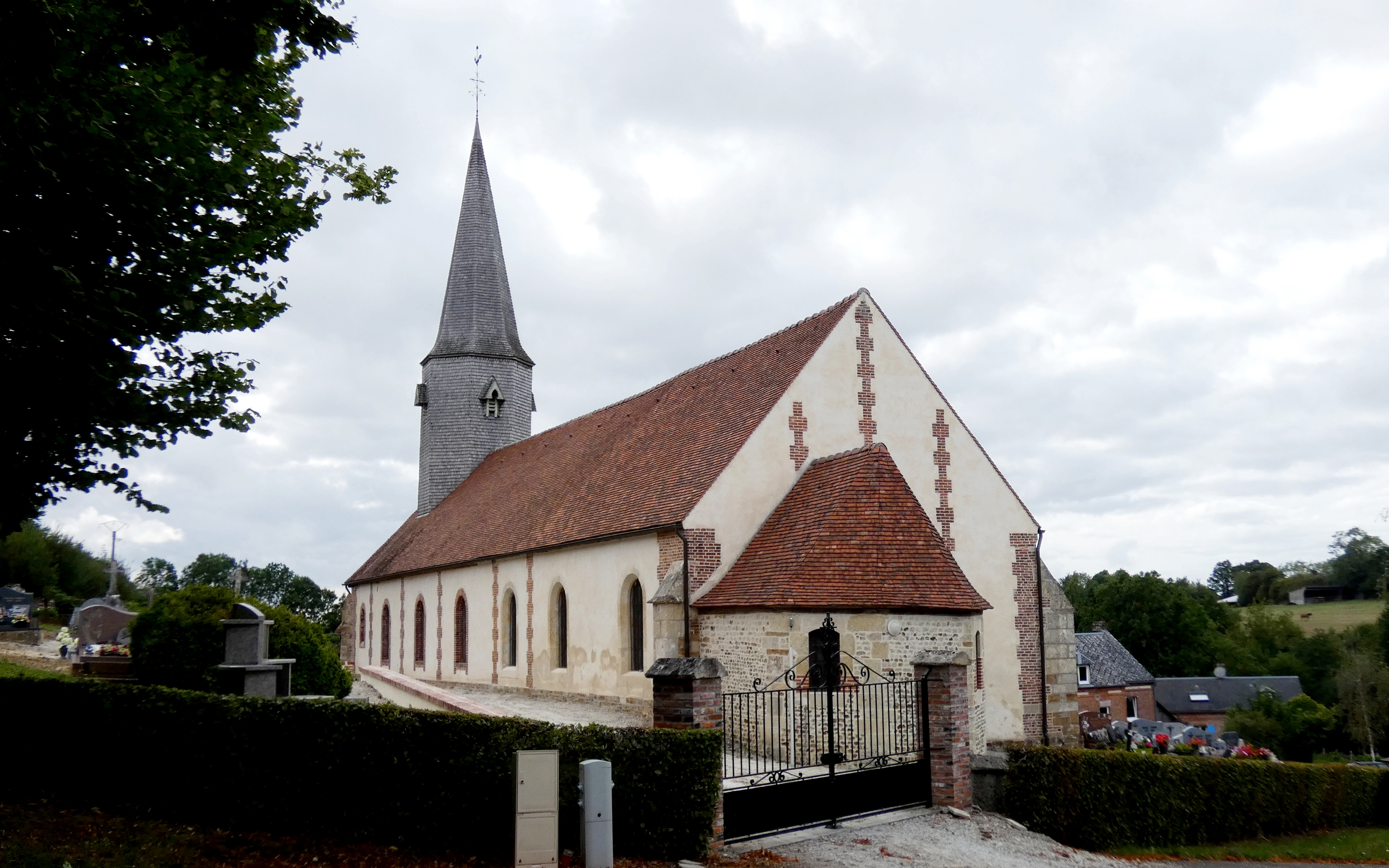
Kirche Saint-Pierre

- Kirche Saint-Pierre